# 1726 a tudományban
Az 1726. év a tudományban és a technikában.

## Születések
- május 8. - Peter Hernqvist botanikus († 1808)
- október 29. - Daniel Melanderhjelm csillagász († 1810)
- James Hutton, geológus († 1797)

## Halálozások
- Guillaume Delisle tudós, egyike a modern geográfia megalapítójának (* 1675)